# Liste der Monuments historiques in Duntzenheim
Die Liste der Monuments historiques in Duntzenheim führt die Monuments historiques in der französischen Gemeinde Duntzenheim auf.

## Liste der Objekte
| Bezeichnung | Beschreibung           | Standort                              | Kennzeichnung | Schutzstatus | Datum | Bild |
| ----------- | ---------------------- | ------------------------------------- | ------------- | ------------ | ----- | ---- |
| Hostiendose | Zinn und Messing, 1682 | in der protestantischen Kirche (Lage) | PM67001845    | Classé       | 2012  |      |